# Michał Wiszniewski
 Michał Wiszniewski, né le 27 septembre 1794 à Firlej près de Rohatyn et mort le 22 décembre 1865 à Nice est un philosophe, psychologue et historien polonais, considéré comme le père de la psychologie polonaise.

## Biographie
Wiszniewski diplômé du célèbre Lycée de Krzemieniec de la ville de Krzemieniec, où il enseignera pendant quelques années, enseignera à partir de 1831 à l'université Jagellonne de Cracovie. Militant conservateur pendant l'Insurrection de Cracovie de 1846, la ville se soulève contre les occupants autrichiens. Wiszniewski doit s'exiler et en 1848, il émigre en Italie. Wiszniewski est un épigone de la période des Lumières en Pologne, et un précurseur du positivisme polonais
Il est l'auteur d'un livre pionnier sur Les personnages de l'esprit humain, qui est considéré comme la genèse de la psychologie polonaise.
Il a reçu le titre de docteur honoris causa de l'université Jagellonne de Cracovie en 1832.

## Source
- (pl) Cet article est partiellement ou en totalité issu de l’article de Wikipédia en polonais intitulé « Michał Wiszniewski » (voir la liste des auteurs).